# Ligne 22 du métro de Shanghai
Pour les articles homonymes, voir Chongming.
La ligne 22 du métro de Shanghai est une ligne de métro projetée du réseau métropolitain de Shanghai. 
La ligne ferait 42,8 km de longueur et compterait huit stations. Elle présentera la caractéristique de traverser le bras méridional du delta du Yangzi Jiang pour rejoindre l'île de Chongming.

## Histoire
La ligne a été envisagée avant 2018, dans le plan quinquennal de la Commission nationale du développement et de la réforme. À cette époque, avant la pandémie de Covid-19, la durée prévue des travaux était de cinq ans, et le coût prévisionnel était de 3,8 milliards de dollars.
Anciennement connue comme ligne Chongming, elle est baptisée officiellement comme ligne 22 d'après les nouveaux plans de métro en 2024.

## Tracé
Le tracé prévu part de Jinji Road (en), dans le district de Pudong, où la ligne serait en correspondance avec la ligne 9, puis dessert également Shenjiang Road (en), station qui assure la correspondance avec la ligne 12. La principale caractéristique de la ligne est de se terminer, comme son nom l’indique, sur l'île de Chongming, dans le delta du Yangzi Jiang, en desservant également au passage l'île de Changxing. Cette liaison est rendue possible par le creusement d'un tunnel sous-fluvial de 7 736 mètres de longueur entre Pudong et Changxing, puis d'un autre entre les deux îles.

## Stations
| Nom de la station  | Nom de la station | Correspondances | Distance km | Distance km | Localisation |
| Anglais            | Chinois           | Correspondances | Distance km | Distance km | Localisation |
| ------------------ | ----------------- | --------------- | ----------- | ----------- | ------------ |
| Rue Jinji (en)     | 金吉路            |                 | 0.0         | 0.0         | Pudong       |
| Rue Shenjiang (en) | 申江路            |                 |             |             | Pudong       |
| Rue Gaobao         | 高宝路            |                 |             |             | Pudong       |
| Rue Lingkong nord  | 凌空北路          |                 |             |             | Pudong       |
| Île de Changxing   | 长兴岛            |                 |             |             | Chongming    |
| Ville de Chenjia   | 陈家镇            |                 |             |             | Chongming    |
| Dongtan            | 东滩              |                 |             |             | Chongming    |
| Yu'an              | 裕安              |                 |             |             | Chongming    |